# Matthias Spielkamp

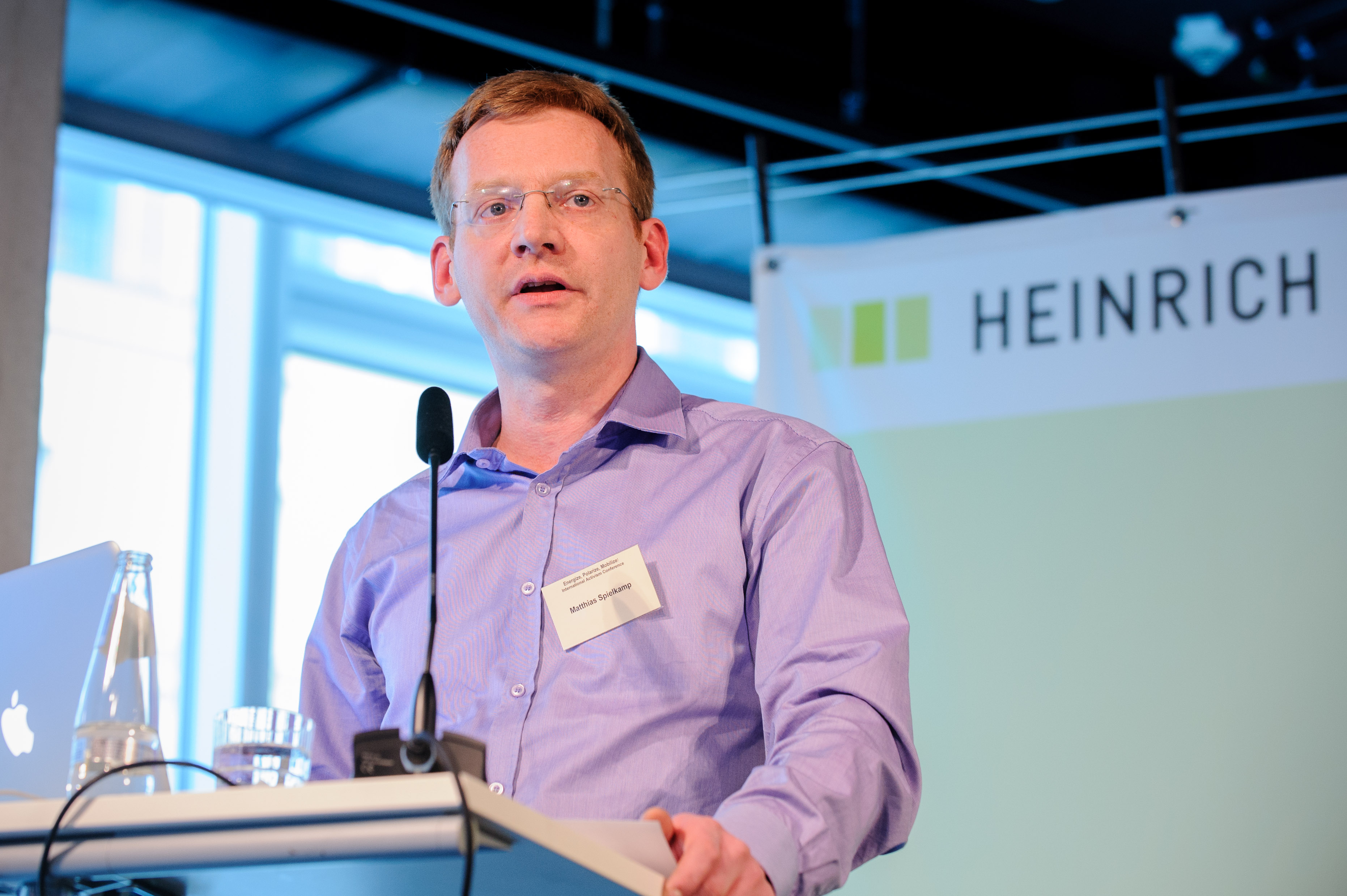
Matthias Spielkamp in der Heinrich-Böll-Stiftung, März 2013

Matthias Spielkamp (* 1970 in Paderborn) ist ein deutscher Journalist, Unternehmer und Bürgerrechtsaktivist. Er ist Mitgründer und Geschäftsführer der Organisation AlgorithmWatch, Vorstandsmitglied der deutschen Sektion von Reporter ohne Grenzen und Verwaltungsratsmitglied der Stiftung Warentest und Mitglied im Beirat des deutschen Digital Services Coordinators.

## Werdegang
Spielkamp studierte Philosophie mit den Nebenfächern Volkswirtschaftslehre und Politologie an den Universitäten Frankfurt am Main, Hannover und an der FU Berlin (Magister-Abschluss), außerdem Journalismus an der University of Colorado at Boulder (Master’s of Journalism). Nach Praktika bei Tageszeitungen, Radio- und Fernsehsendern im In- und Ausland war er 1995 und 1996 maßgeblich am Aufbau des Lokalradio-Senders Radio Flora in Hannover beteiligt. Nachdem er 1997 als Reporter beim Spiegel TV Magazin in Hamburg gearbeitet hatte, wechselte er als freiberuflicher Journalist nach Berlin und schrieb neben anderen für brand eins, die Berliner Zeitung und Die Zeit.
Im Jahr 2003 war Spielkamp „John J. McCloy“-Fellow des American Council on Germany und Kontext-Stipendiat. Fellowship und Stipendium finanzierten ihm mehrwöchige Recherchereisen in die USA, europäische Länder und Russland, die zu Artikeln in Die Zeit und brand eins führten.
Im Jahr 2004 gründete Spielkamp mit Valie Djordjevic, Volker Grassmuck, Stefan Krempl und Till Kreutzer das Online-Informationsangebot iRights.info, das im März 2005 online ging und 2006 mit dem Grimme Online Award in der Kategorie Information ausgezeichnet wurde. Bis 2018 war er dessen Mitherausgeber.
Spielkamp war mehrfach als Sachverständiger zu Anhörungen des deutschen Bundestags geladen, darunter zum Thema Urheberrecht in die Enquete-Kommission Internet und digitale Gesellschaft, zur Reform der Geheimdienste in den Innenausschuss und mehrfach in die Enquete-Kommission Künstliche Intelligenz.
2014 veranstaltete Spielkamp die internationale Konferenzreihe Groundbreaking Journalism.
Spielkamp startete 2015 das Online-Angebot mobilsicher.de und verantwortete es erst als Chefredakteur, dann bis 2021 als geschäftsführender Redakteur. Er leitete die IGF Academy, eine internationale Kooperation mit der Association for Progressive Communications und LIRNEasia, die Akteuren aus dem Globalen Süden die Teilnahme an internationalen Internet-Governance-Prozessen ermöglicht.
2016 gründete Spielkamp, zusammen mit Lorena Jaume-Palasí, Lorenz Matzat und Katharina Zweig, die Initiative AlgorithmWatch, die sich zum Ziel gesetzt hat, „Prozesse algorithmischer Entscheidungsfindung zu betrachten und einzuordnen, die eine gesellschaftliche Relevanz haben“. Die Organisation, seit 2017 eine gemeinnützige GmbH, wurde 2018 mit der Theodor Heuss Medaille ausgezeichnet, 2019 für das Projekt OpenSCHUFA für den Grimme Online Award nominiert, erhielt 2023 den Brandenburger Freiheitspreis und 2024 den Bundspreis Verbraucherschutz. Von 2020 bis 2022 war er Mitglied der Global Partnership on Artificial Intelligence.
2019 gründete Spielkamp AlgorithmWatch Schweiz, einen rechtlich eigenständigen Ableger von AlgorithmWatch mit Sitz in Zürich, dessen Präsident er ist.
Von September 2015 bis Mai 2016 war Spielkamp Fellow der Stiftung Mercator und im Wintersemester 2015/16 Gastwissenschaftler am Alexander von Humboldt Institut für Internet und Gesellschaft. Von 2016 bis 2017 war er Fellow des Bucerius Labs der ZEIT-Stiftung.
2024 wurde Spielkamp vom Digitalausschuss des deutschen Bundestags in den Beirat des deutschen Digital Services Coordinators (DSC) gewählt, der für die Durchsetzung des Gesetzes über digitale Dienste (Digital Services Act, DSA) der EU in Deutschland zuständig ist.
Spielkamp ist Mitglied im Kuratorium der Stiftung Warentest und im Beirat des Whistleblower Netzwerks. Von 2016 bis 2018 war er im Steering Committee des Deutschen Internet Governance Forums Chair der Gruppe Wissenschaft/Zivilgesellschaft.
Spielkamp ist ein Befürworter des bedingungslosen Grundeinkommens, „life member“ des Basic Income Earth Networks (BIEN) und lebt in Berlin.
Laut Table Media ist er einer der 100 entscheidenden Köpfe der deutschsprachigen EU-Szene; die Redaktion des Tagesspiegel Background KI & Digitalisierung ernannte ihn zu einem der 16 führenden Köpfe das Jahres 2024.

## Werke (Auswahl)
- Schreiben fürs Web – Konzeption – Text – Nutzung. UVK, Konstanz 2003, mit M. Wieland, ISBN 3-896-69359-X
- Urheberrecht im Alltag. Kopieren, bearbeiten, selber machen. Bundeszentrale für politische Bildung, Bonn 2008, mit V. Djordjevic et al. (online verfügbar als PDF).
- Arbeit 2.0 – Urheberrecht und kreatives Schaffen in der digitalen Welt. edoc-Server der Humboldt-Universität zu Berlin, Berlin 2009, mit V. Djordjevic et al., ISBN 978-3-86004-240-3 (online verfügbar als eDoc-PDF).
- Groundbreaking Journalism (Hrsg.). iRights.media, Berlin 2014 (online verfügbar als PDF).
- Guidebook Internet Governance (Hrsg.). Edition DW Akademie, Bonn 2016 (online verfügbar als PDF).